# ストラングルホールド (ゲーム)
『ストラングルホールド』（John Woo Presents Stranglehold）は、ミッドウェイゲームズが開発したサードパーソン・シューティングゲーム。日本ではサクセスがXbox 360版を2008年5月22日に発売。後にプレイステーション3版も発売された。

## 概要
アクション映画監督として有名なジョン・ウーが自ら監督を務める作品である。『ハードボイルド/新・男たちの挽歌』の続編に当たり、主人公の「テキーラ」こと袁浩雲刑事は映画と同じくチョウ・ユンファが演じている。特典映像として『ハード・ボイルド 新・男たちの挽歌』の本編が収録されている

## ストーリー
香港の黒社会は長年ジミー・ウォンが組織する「ドラゴンクロー」の支配下にあったが、ヤン・ギーが率いる新興勢力「ゴールデンケイン」が力をつけ始め、変化の時を迎えていた。ヤンは全てを牛耳る為にロシアン・マフィアのザカロフ兄弟と手を結び、ジミーの娘ビリーと孫テコを誘拐させる。ジミーは、かってビリーと恋人同士だった香港市警の捜査官”テキーラ”袁浩雲（チョウ・ユンファ）に協力を求める…。

## システム
ジョン・ウー作品の特徴である、華麗なアクションをゲームシステムに取り入れている。

### テキーラ・タイム
専用のボタンを押すことで、時間の流れを遅くすることが出来る。これはジャンプなどのアクションをしながら敵を狙った際に、自動的に発動させることも出来、ジョン・ウーらしいアクションを簡単に再現できる。
テキーラタイムの使用時間はゲージで管理されており、連続使用は出来ない。

### テキーラ・ボム
十字キーを押すことで、特殊なアクションを行うことが出来る。これはスローモーションを伴う狙撃、鳩が舞う中での回転しながらの銃乱射など、こちらもジョン・ウーらしいアクションが含まれている。